# Productiefunctie
In de economische wetenschap is een productiefunctie een functie die de maximale output van een bedrijf, een bedrijfstak of een gehele economie specificeert voor alle combinaties van productiefactoren (inputs). 
De productiefunctie incorporeert een technologische relatie, die is gebaseerd op de waargenomen huidige stand van de technologie; het is niet de weerslag van economische keuzes, maar eerder een extern gegeven entiteit, die de economische besluitvorming beïnvloedt. 
Bijna alle economische theorieën veronderstellen een productiefunctie, hetzij op bedrijfs- (micro-)niveau, hetzij op geaggregeerd (macro-) niveau. In die zin is de productiefunctie een van de belangrijkste concepten binnen de mainstream (neoklassieke) theorieën. Geaggregeerde productiefuncties spelen vooral in de neoklassieke theorie van economische groei een belangrijke rol, maar zijn zeer controversieel: sommige heterodoxe economen wijzen het concept van een geaggregeerde productiefunctie in zijn geheel af, omdat het sinds de Cambridge-Cambridgecontroverse (jaren 60/70) bekend is dat het gebruik van dergelijke functies leidt tot tegenstrijdigheden. 